# Electra Hallman
Tove Linn Electra Nordlund Hallman, född 23 maj 1994, är en svensk skådespelare. 

## Biografi
Hallman utbildades vid Teaterhögskolan i Malmö 2012–2015.. Under utbildningen medverkade hon i Man to Man, Utrensning, Oskuld, Sommargäster och i Kung Lear. Hon gjorde praktik vid Malmö Stadsteater och medverkade där i  Amadeus. 
Därefter har Hallman medverkat i I skuggan av ett brott på Uppsala stadsteater och Romeo och Juliet på Borås Stadsteater. På Dramaten har hon bland annat spelat i Petra von Kants bittra tårar, Elektra, Tolvskillingsoperan och Kung Lear.
Electra Hallman har även varit med i TV-serierna Fröken Frimans krig, Jordskott och Händelser vid vatten.

## Filmografi
- 2017 – Jordskott (TV-serie)
- 2017 – Fröken Frimans krig (TV-serie)
- 2019 – Hidden – Förstfödd (TV-serie)
- 2023 – Händelser vid vatten (TV-serie)
- 2024 – Bye Bye Boredom
- 2024 – Den svenska torpeden

## Teater

### Roller (ej komplett)
| År   | Roll                  | Produktion                                                                                     | Regi                  | Teater            |
| ---- | --------------------- | ---------------------------------------------------------------------------------------------- | --------------------- | ----------------- |
| 2014 |                       | Amadeus Peter Shaffer                                                                          | Frede Gulbrandsen(da) | Malmö stadsteater |
| 2016 |                       | Hedda Gabler Henrik Ibsen                                                                      | Anna Pettersson       | Dramaten          |
| 2017 | Gabrielle             | Petra von Kants bittra tårar (Die bitteren Tränen der Petra von Kant) Rainer Werner Fassbinder | Sunil Munshi          | Dramaten          |
| 2017 | Bolette               | Frun från havet (Fruen fra havet) Henrik Ibsen                                                 | Sofia Jupither        | Dramaten          |
| 2018 |                       | SAFE Falk Richter                                                                              | Falk Richter          | Dramaten          |
| 2018 | Susanna               | Uppenbarelsen Mattias Andersson                                                                | Mattias Andersson     | Dramaten          |
| 2019 | Viviane               | Förlovningen (Un fil à la patte) Georges Feydeau                                               | Ellen Lamm            | Dramaten          |
| 2020 | Chrysotemis           | Elektra Hugo von Hofmannsthal                                                                  | Michael Thalheimer    | Dramaten          |
| 2020 |                       | Irakisk Kristus (رواية المسيح العراقي) Hassan Blasim                                           | Natalie Ringler       | Teater Galeasen   |
| 2021 |                       | Den yttersta minuten Mattias Andersson                                                         | Mattias Andersson     | Dramaten          |
| 2021 | Chrysotemis           | Elektra Hugo von Hofmannsthal                                                                  | Michael Thalheimer    | Dramaten          |
| 2022 | Tredje Kaninsystern   | (Macbeth) Hannes Meidal och Jens Ohlin                                                         | Jens Ohlin            | Dramaten          |
| 2022 |                       | Eld Jonas Hassen Khemiri                                                                       | Antú Romero Nunes     | Dramaten          |
| 2022 |                       | Brott och straff (Преступление и наказание, Prestuplenije i nakazanije) Fjodor Dostojevskij    | Oliver Frljić         | Dramaten          |
| 2023 |                       | Europeana                                                                                      | Mattias Andersson     | Dramaten          |
| 2023 | Jenny                 | Tolvskillingsoperan (Die Dreigroschenoper) Bertolt Brecht och Kurt Weill                       | Sofia Adrian Jupither | Dramaten          |
| 2024 | Goneril, Lears dotter | Kung Lear (King Lear) William Shakespeare                                                      | Falk Richter          | Dramaten          |
| 2025 | Dottern               | Pelikanen August Strindberg                                                                    | Emil Graffman         | Dramaten          |